# 机器之心
《机器之心》（英語：Almost Human，又译《几近为人》、《人形警察天使心》）是一部科幻警匪电视剧，该剧于2013年11月17日至2014年3月3日在福克斯广播公司播出。由J·H·威曼創作本劇，威曼、布賴恩·伯克和J·J·艾布斯為執行製作人。2014年4月29日，宣佈於第一季後取消本劇。

## 简介
约翰是一场有史以来针对警察部门最恐怖的袭击事件的幸存者，那场事故让他昏迷了17个月失去了自己的搭档，女友也离他而去；现在他靠着人造仿生腿得以正常生活但是他十分排斥这个仿生部件，见此多年的老友警队队长Sandra Malconado要求他回到岗位上去，而上级的要求人类警察都要和一名机器警察组成搭档，于是一个叫多利安的机器人成为了约翰·肯尼士的搭档，更有意思的是这个机器人有着特殊的感情，甚至比约翰更通情达理。

## 演员和角色
- 卡尔·厄本 饰 约翰·肯尼士（John Kennex）
- 莉莉·泰勒（英语：Lili Taylor） 饰 桑德拉·马尔多纳多（Sandra Malconado）
- 麦肯齐·克鲁克（英语：Mackenzie Crook） 饰 鲁迪·洛美（Rudy Lom）
- 迈克尔·伊雷 饰 多利安（Dorian）
- 迈克尔·厄比（英语：Michael Irby） 饰 理查德·保罗（Richard Paul）
- 敏卡·凯利 饰 瓦莱丽·斯塔尔（Valerie Stahl）

## 开发和制作
2012年9月5日报道说J·J·艾布拉姆斯和J·H·威曼开发一部类似危机边缘的电视剧，该剧设定在不久的未来人工智能的发展的及其成熟，一批人形机器警察和真人警察组成搭档。
2013年1月25日FOX宣布拍摄本剧的试映集，试播集将由布拉德·安德森执导。Mekia Cox将客串试播集饰演约翰·肯尼士的前女友；该片开发过程中名字曾经用过《Human》。
2013年5月8日FOX宣布预定本剧于2013年－2014年播出，并确认了该剧的名称为《Almost Human》，在5月13日公布的时间表中该剧将于秋季晚些时候于周一晚8点播出，之前播出一段时间的识骨寻踪将让出档期，6月26日表示该剧将于11月4日开播。
该片的开发者J·H·威曼表示该剧相对于危机边缘更为大众化是标准的警匪剧，另外剧组会尝试像危机边缘那样保留主线故事。

### 选角
2013年2月27日确认迈克尔·伊雷将饰演主角约翰·肯尼士的机器人搭档多利安。
3月4日确认莉莉·泰勒将饰演警长Sandra Malconado。
3月5日确认迈克尔·厄比将饰演洛杉矶警署资深警探理查德·保罗，认为主角约翰·肯尼士是影响整个洛杉矶警署是殉职事故负责；麦肯齐·克鲁克将饰演洛杉矶警署机器人小队的设计师理查德·保罗。
3月11日确认敏卡·凯利将饰演警员瓦莱丽·斯塔尔。
3月12日确认卡尔·厄本将饰演该片主角约翰·肯尼士。

### 宣传
6月21日華納兄弟電視公司宣布该剧将参加2013年夏季的圣地亚哥国际动漫展，大会上将于7月17日推出首集特别首映，7月19日剧组相关人员将会到场。